# Parkentin (Bartenshagen-Parkentin)
Parkentin is een plaats en voormalige gemeente in de Duitse deelstaat Mecklenburg-Voor-Pommeren en maakt deel uit van de gemeente Bartenshagen-Parkentin in het district Rostock